# Османска Бугарска
Бугарска се налазила у саставу Османског царства готово 500 година, од османског освајања крајем 14. века, до ослобођења на Берлинском конгресу 1878. године. Бугарска је прогласила независност 1908. године. 

## Административна организација
Турци су реорганизовали бугарске територије, поделивши их у неколико вилајета. Сваким од њих владао је санџакбег или субаша, који су одговарали беглербегу. Значајни делови освојених бугарских територија подељени су султановим миљеницима који су их држали у својству тимара, зиамета и хаса. Ова категорија земљишта није се могла наследити нити продати, већ се враћала султану, када би њен поседник умро. Земљишта организована у својству приватне својине османског племства називала се мулк, а верска земља вакуф. Бугари су плаћали више врста пореза, укључујући и ушур (десетину), главарину (џизију), порез на земљу (испенџу), порез на трговину и многе друге. 

## Побуне
Још док су Турци били у успону, постојао је отпор њиховој власти на бугарским територијама. Први устанак подигли су Константин и Фружин, бугарски племићи, у време када је Жигмунд Луксембуршки оснивао витешки Змајев ред 1408. године. Најранији извори о наставку отпора, након гушења овог устанка, је од пре 1450. године. Извесног Радика (Радича) Турци су 1413. године признали за управника Софијског округа, али се он касније окренуо против турских господара, те се сматра првим хајдуком у бугарској историји. Више од век касније догодила су се два трновска устанка: први из 1598. и други из 1686. године. Уследио је Ћипровски устанак из 1688. године и Карпошев устанак у Македонији 1689. године. Оба устанка изазвана су напредовањем Аустријанаца у Великом бечком рату. Сваки од набројаних устанака био је неуспешан. Београдским споразумом којим је 1739. године окончан рат између Аустрије и Турске, заустављен је продор Аустријанаца на Балкан. Од 18. века јача утицај Русије. Кучуккајнарџијским миром Руси постају заштитници православних хришћана у Османском царству.

## Национално буђење у Бугарској
Појам "национализма" у Османском царству јавља се након спровођења реформи у 19. веку, познатим као "танзиматске реформе" (1839-1876). Оснивају се милети који су, на основу верских различитости, имали права на унутрашњу аутономију. Нови милети у Бугарској настали су 1860. и 1870. године, за унијатске и православне бугарске хришћанске заједнице. Оснива се посебна Бугарска егзархија. У време Велике источне кризе, у Бугарској је 1876. године избио Априлски устанак. Иако је устанак угушен, Бугари су наставили борбу против Турака у склопу Српско-турског и Руско-турског рата. Споразумом из Санстефана предвиђена је тзв. Велика Бугарска. Ревизијом на Берлинском конгресу 1878. године она је значајно умањена и подељена у две одвојене државе: Кнежевину Бугарску и Источну Румелију, која је остала под Турцима до 1885. године. 